# 桃田賢斗
桃田 賢斗（ももた けんと、1994年9月1日 - ）は、日本のバドミントン選手。バドミントン日本代表。香川県三豊郡三野町（現：三豊市）出身です。2013年よりNTT東日本所属。左利き。マネジメント会社はUDN SPORTS。
BWF世界ランキング最高位は1位（2018年9月27日から2021年11月23日付まで121週連続）。2014年トマス杯（団体世界選手権）金メダリスト。2015年にBWFスーパーシリーズ（現ワールドツアー）男子シングルスで日本人初優勝を達成。以降、同ファイナルズ優勝（2回）、全英オープン優勝、世界バドミントン選手権優勝（2回）などを日本人男子選手として初めて達成している。2019年は国際大会で歴代最多の年間11回の優勝（ギネス世界記録）を達成して世界最優秀選手を受賞。

## 人物・経歴
名前の由来はアメリカのコミック『スーパーマン』の主人公クラーク・ケントで、世界で一番強い人になるようにと名付けられた。三豊市立吉津小学校1年生の時、姉が所属していた三豊ジュニアのコーチに誘われたのをきっかけにバドミントンを始める。6年生の時に全国小学生選手権シングルスで優勝。第5回日本バドミントンジュニアグランプリで香川県チームの一員として団体優勝。福島県富岡町立富岡第一中学校3年生時の2009年、全国中学校バドミントン大会で優勝。全日本ジュニアバドミントン選手権大会でベスト4に入り、男子選手としては史上初めて中学生で全日本総合選手権の予選に出場した。

### 高校
福島県立富岡高等学校進学後は2年生時の2011年に台湾の桃園市で開催された世界ジュニア選手権男子シングルスで準決勝まで進出。マレーシアのズルファドリ・ズルキフリに0-2（18-21、18-21）で敗れて銅メダルとなった。同年の全日本総合選手権では実業団選手を破り、初めて準々決勝まで進出し、第一人者の田児賢一と初対戦して敗れた。
2012年、アジアユース選手権男子シングルス決勝でスン・ジュ・ベン（マレーシア）を2-0（21-13、22-20）で破り金メダルを獲得し、団体戦との2冠を達成。8月にインターハイ男子シングルスで初優勝。千葉ポートアリーナで10月に開幕した世界ジュニア選手権では団体戦で銀メダル。個人戦男子シングルスでは決勝で薛松（中国）を2-1（21-17、19-21、21-19）で破り、日本勢で初めてジュニア世界一に輝いた。その後、高校卒業までにオーストリアで開催された国際大会などで優勝し、世界ランキングは50位まで浮上した。

### 実業団

#### 2013年
2013年、高校卒業し、田児が所属するNTT東日本に入社。同年の全日本社会人バドミントン選手権大会に初出場して初優勝を達成した。国際大会では、11月の中国オープンにおいてBWFスーパーシリーズプレミアの大会で自身初のベスト4入り。12月の全日本総合選手権では初めて準決勝に進出した。

#### 2014年
2014年5月、桃田は日本代表の一員としてトマス杯に初出場し、出場したシングルス5試合すべてに勝利して日本の初優勝に貢献した。12月の全日本総合選手権では初めて決勝に進出したが、佐々木翔に敗れて準優勝に終わる。同月、BWFスーパーシリーズファイナルに初出場し、リーグ戦3試合で2勝をあげたが得失点差で4人中3位となり、準決勝進出はならなかった。

#### 2015年
2015年3月の全英オープンでは準々決勝で林丹（中国）と初めて対戦して敗れた。4月のシンガポールオープンでは決勝で胡贇（香港）に2-1（21-17、16-21、21-15）で勝利し、BWFスーパーシリーズの男子シングルスで日本人男子選手初となる優勝を果たした。世界ランキングは10位から7位となる。5月にはスディルマンカップでは日本代表の一員として、準々決勝まで男子シングルス出場全試合で勝利していたが、負傷のため準決勝以降は欠場した。日本はこの大会で初めて準優勝した。6月のインドネシアオープンスーパーシリーズプレミアでは決勝で前大会優勝のヤン・ウ・ヨルゲンセン（デンマーク）を相手に2-1（16－21、21－19、21－7）で逆転勝利を収め、プレミア大会で日本人男子選手初の優勝を達成。大会後、6月18日付世界ランキングで自己最高の4位となる。8月にジャカルタで開催された世界バドミントン選手権には第4シードで出場。1回戦から準々決勝までの全4試合をストレート勝ちで準決勝に進出。準決勝では世界ランキング1位で第1シードの諶龍（中国）にストレートで敗れたが世界選手権の男子シングルスで日本初となる銅メダルを獲得した。8月20日付世界ランキングで自己最高を更新する3位となった。
12月の全日本総合選手権は2年連続で決勝戦で佐々木との対戦となり、2-0（21-17、21-9）で初優勝を果たした。同月ドバイで開催されたスーパーシリーズファイナルズではグループリーグ3連勝すると準決勝もヨルゲンセンを下して決勝に進出。決勝でもビクター・アクセルセン（デンマーク）を2-0（21-15、21-12）で破り、日本人で初めてスーパーシリーズファイナルズのシングルスで優勝した（同大会では奥原希望も女子シングルスで日本人初優勝）。

#### 2016年
2016年4月、インド・オープン決勝でアクセルセンを下してスーパーシリーズで今季初優勝し、4月7日付世界ランキングで自己最高を更新する2位となった。
同日、桃田を含むNTT東日本選手が東京都内の違法カジノ店にて賭博をしていたことが判明し、桃田は出場中だったマレーシアオープンを棄権して急遽帰国し、8日に開かれた記者会見で同僚の田児賢一とともに謝罪した。NTT東日本の調査によれば、田児は2014年10月から2015年3月に東京都墨田区の違法カジノ店を10回程度訪れており、桃田は田児の紹介で合計6回程度この店で賭博行為を行っていた。桃田は記者団に対して「今回、どんな処分を下されても、しっかり受け止めて、しっかり自分と向き合って、ちゃんと反省したいと思います」と語った。
これを受けて 日本バドミントン協会は10日に緊急理事会を開き、桃田を日本代表選手指定から外したうえで無期限の競技会出場停止処分とし、この年のリオデジャネイロオリンピックに推薦・派遣しないことを正式に決定した。翌11日にNTT東日本も男子バドミントン部と賭博に関わった選手に対する処分を発表し、男子バドミントン部を半年間の対外活動自粛、桃田を出勤停止30日とした。
出場停止期間中に課せられた社会奉仕活動を行っていた際、ここでも白い目で見られると覚悟していたが、思いがけずこの社会奉仕活動先で励ましの言葉を貰い、再起に向けて気力を取り戻した。このエピソードは度々桃田の再生エピソードとして語られる。

#### 2017年
2017年5月、違法賭博による無期限出場停止処分が解け、約1年ぶりの復帰戦となった日本ランキングサーキット大会に出場。決勝で上田拓馬を破り優勝した。桃田は試合直後、表彰式でも涙を見せ、「辛いときに支えてくれ、バドミントンの環境をつくってくれた方への思いのすべてが込み上げてきた」「今はどの大会が目標とかはない。それよりも相手への感謝などコートの中の振る舞いを見てもらい、応援したいなと思ってもらえる選手になりたい」と語った。7月には自費で国際大会に復帰。復帰初戦のカナダオープンで準優勝すると、その後の国際大会で5大会連続優勝を果たした。9月の全日本社会人選手権でも3連覇中だった坂井一将を破り優勝。
12月の全日本総合選手権は準々決勝で優勝した武下利一に敗れたが、国内外の大会で好成績を残していること、武下に対してもシーズン2勝をあげていることが評価され、バドミントン日本A代表への復帰が決定した。

#### 2018年
2018年は3月にベトナムインターナショナルで優勝。ノーシードで出場した4月のアジア選手権では2回戦で同年の全英オープン覇者の石宇奇（中国）を破ると、準決勝でオリンピック3大会銀メダリストのリー・チョンウェイ（マレーシア）に対して初勝利。決勝でリオデジャネイロオリンピック金メダルで第3シードの諶龍を2-0（21-13、21-17）で破り初優勝を果たした。日本が準優勝した5月のトマス杯も日本代表の一員として出場し、ビクター・アクセルセン戦や諶龍戦を含み自身が出場した試合は全勝した。
BWFワールドツアー（2018年よりスーパーシリーズに代わり開催）のマレーシアオープン（スーパー750）は決勝でリー・チョンウェイ（マレーシア）に敗れて準優勝。インドネシアオープン（スーパー1000）は準決勝でリー・チョンウェイ、決勝で世界ランキング1位のビクター・アクセルセンを2-0（21-14、21-9）で破って優勝した。
世界ランキングは急上昇し、8月の世界選手権（中国・南京）は第6シードで出場した。国際大会復帰後、次々と強豪選手を破り、優勝候補の一角に挙げられた。3回戦のアントンセン（デンマーク）戦で1ゲーム先取された以外はストレート勝利で勝ち進み、準決勝でダレン・リュー（マレーシア）に2-0（21-16、21-5）で勝利し、日本男子シングルス初の決勝進出を決めた。決勝は第3シードの石宇奇を2-0（21-11、21-13）で破り、シングルスで日本男子初の金メダルを獲得した。
8月下旬開催のアジア競技大会（ジャカルタ）は団体で銅メダルを獲得。個人戦は、団体戦で勝利したアンソニー・シニスカ・ギンティン（インドネシア）に3回戦で敗れた。
9月のダイハツ・ヨネックスジャパンオープン（スーパー750）は準々決勝で林丹と3年ぶりに対戦して2-0（21-8、21-10）で初勝利した。準決勝はアクセルセン、決勝はコシット・フェトラダブ（タイ）に2-0（21-14、21-11）で勝利し、同大会男子シングルスで日本勢初優勝を達成した。翌週の中国オープン（スーパー1000）は決勝でギンティンに敗れて準優勝となる。
9月27日発表の世界ランキングで、日本男子史上初となる男子シングルスの世界ランキング1位となる。
10月10日に日本バドミントン協会は、5月の日本代表合宿で早朝のドーピング抜き打ち検査時に福島由紀が桃田の部屋にいたことから、「誤解を招くような行動は慎むように」と両者を口頭で注意したことを発表し、桃田は「お騒がせして本当に申し訳ない。軽率な行動で周りの人にまた迷惑をかけた。反省して生活、行動に気をつけたい」と謝罪した。
12月、全日本総合の決勝で西本拳太を2-1で破り3年ぶり2回目の優勝した。ワールドツアーファイナルは決勝で世界ランキング2位の石宇奇に敗れて準優勝となる。

#### 2019年
2019年3月、第109回全英オープン（スーパー1000）では準決勝までの4試合で1セットも落とさず、同大会で自身初の決勝に進出すると、決勝では第6シードのビクター・アクセルセン2-1（21-11、15-21、21-15）を破り、バドミントン界で最も伝統のある同大会の男子シングルスで日本勢初の優勝を達成した。
4月のシンガポールオープン（スーパー500）では決勝で第7シードのギンティンを降し、同大会4年ぶり2回目の優勝を達成。武漢でのアジア選手権でも第2シードの石宇奇を2-1で破り2年連続の優勝を達成。
7月のダイハツ・ヨネックスジャパンオープンでは準々決勝でギンティン、準決勝はB. サイ・プラニース（インド）を下して決勝に進出。決勝では第6シードのジョナタン・クリスティ（インドネシア）を2-0（21-16、21-13）に勝利し、連覇を達成した。
8月の世界選手権（スイス・バーゼル）は1回戦でファム・キャオ・クオン（ベトナム）、2回戦でルイス・エンリケ・ペニャルベル（スペイン）にストレートで勝利。3回戦では2回戦で林丹を破ったH・S・プラノイ（インド）、準々決勝で第14シードのリー・ジージア（マレーシア）、準決勝で第16シードのB. サイ・プラニースに対してもいずれも2-0で勝利して決勝に進出。決勝では第5シードのアントンセンを2-0（21-9、21-3）で圧倒し、全6試合で1セットも落とさずに世界選手権連覇を達成した。
9月、中国オープンは1回戦から林丹、トミー・スギアルト、常山幹太、第5シードの諶龍を破り決勝進出。決勝では前大会決勝で敗れた第7シードのギンティンを2-1で下し、同大会で初優勝。翌週の韓国オープン決勝は周天成を、10月のデンマークオープン決勝は諶龍をそれぞれ2-0で下し、国際大会5大会連続優勝を達成。フランスオープンは準々決勝でギンティンに敗れ、国際大会での連勝は28でストップした。11月の福州中国オープンは周天成を2-1で降し、今季国際大会10勝目をあげた。全日本総合選手権は西本拳太を2-0で降し連覇を達成。
12月のワールドツアーファイナルは予選リーグから全勝で勝ち進み、ギンティンとの決勝となった。これを2-1で勝利し、4年ぶり2度目の優勝を達成。これで本年度の主要国際大会で11勝目となり、2010年のリー・チョンウェイが記録した年間10勝を更新し、ギネス世界記録に認定された。また、今大会に出場した時点で、2020年4月30日時点の世界ランクで16位以内かつ日本人2位以内となることが確定し、東京オリンピック日本代表入りが確実となった。
世界バドミントン連盟は桃田を2019年度の世界最優秀選手に選出した。

#### 2020年
1月12日、マレーシア・マスターズでビクター・アクセルセンを破り、優勝を果たした翌日、クアラルンプール国際空港へ車で移動中、桃田等を乗せた白いバンがトラックに衝突する事故が発生し24歳の運転手が死亡し、桃田も顎、唇、眉間の計3か所を裂傷、全身打撲の怪我を負い、クアラルンプールの病院に入院した。命に別状はないとのことで、15日にはしっかりとした足取りで帰国したが、3月の全英オープンでの実戦復帰を目指していた練習時に、目の不調でシャトルが二重に見えるため精密検査を行ったところ、右眼窩底骨折で全治３カ月を要することが判明し、全英オープンの出場は取りやめ、再度合宿を離脱して手術を行った。キャリアに響く程の怪我であったが2月末から練習に復帰している。
新型コロナウイルスの影響により東京オリンピックは延期、その他の国際大会も延期・中止が相次ぎ、桃田の実戦復帰は12月の全日本総合選手権となった。桃田は準々決勝で1セットを失ったが、この試合以外はストレート勝ちで決勝に進出。決勝では常山幹太を2-1で破り、復帰戦を優勝で飾った。

#### 2021年
1月3日、国際試合復帰戦となる予定だったタイオープンへの出発前に、成田空港で受けた新型コロナウイルスのPCR検査で陽性反応が出て感染が判明した。このため、遠征は取りやめとなった。3月17日、430日ぶりの国際大会の試合となった全英オープン1回戦を勝利で飾った。今大会は準々決勝まで進出しリー・ジージャに敗れた。
4月、NTT東日本との雇用契約が正社員から契約社員に変更となり、実質的にプロ選手となった。
6月、東京オリンピック日本代表に内定した。7月23日の東京オリンピック開会式ではアジア代表として五輪旗を運ぶ役目を担った。第1シードとして予選リーグAで第1戦でアメリカのティモシー・ラムに勝利したが、第2戦で韓国の許侊熙に敗れ、予選リーグで敗退した。
9月に開幕したスディルマンカップで日本チームは決勝で中国に敗れ準優勝。桃田は石宇奇に1-2で敗れた。10月のトマスカップも日本チームは準決勝で中国に1-3で敗れたが、桃田は石を圧倒して2-0で勝利した。デンマーク・オープンは決勝で東京五輪優勝のアクセルセンに敗れて準優勝。その後フランス・オープンにも出場するも、準決勝の常山幹太戦で腰の痛みを訴えそのまま棄権した。
11月、桃田はインドネシアマスターズにて決勝進出を果たす。アントンセンと対決し、2-0のストレートで勝利。2020年のマレーシア・マスターズ以来の優勝を飾った。しかし、30日付けの世界ランキングで約3年間維持した1位から転落し、アクセルセンと入れ替わる形で世界ランキング2位へ後退。
12月、桃田はワールドツアーファイナルズへ出場するも腰痛により棄権。その後も2連覇中の世界選手権、3連覇中の全日本総合選手権も棄権する

#### 2022年
3月、国際大会復帰戦はドイツ・オープンとなった。しかし、1回戦で西本拳太に敗れ初戦敗退。
その後、全英オープンに出場
2回戦では東京オリンピックで敗れた韓国の許侊熙と当たるも2-0のストレートで下し、準々決勝のリー・ジージャ戦へ。しかし、1-2で敗れベスト8となった。
その後も苦しい時期は続き、アジア選手権でインドネシアのチコ・オーラ・ドウィ・ワルドヨ、タイ・オープンで中国の趙俊鵬、インドネシア・オープンでデンマークのラスムス・ゲムケに敗れ初戦敗退続きとなる。5月にはトマス杯に出場する。世界ランク上位のリー・ジージャやアンソニー・シニスカ・ギンティンに敗れるが日本チーム自体は3位に入る。
7月、マレーシア・オープンが開催。1回戦は相手の棄権で2回戦へ。相手は香港の伍家朗。11-21、21-8、21-18で久々の勝利を飾る。その後も勝ち上がり決勝のビクター・アクセルセン戦へ。しかし、4-21、7-21で敗れ準優勝。8月の世界バドミントンでは１回戦目、フランスのL.ムニョスをストレートで下すも、2回戦目インドのH.Sプラノイにストレートで敗北する。同じく8月ジャパンオープンでは一回戦目からインドネシアのC.A. Dwi Wardoyoに競り合いの末ストレートで敗北する。10月のデンマークオープン、フランスオープンでは桃田の不調で出場を棄権する。12月年末、日本の東京都調布市・武蔵の森総合スポーツプラザで第76回全日本総合バドミントン大会が行われた。桃田は一回戦目から準々決勝まで勝ち上がると、準決勝では前年度総合大会（オリンピック出場予定選手が出れなかった年、桃田や西本は不出場）で優勝した桃田と同じNTT東日本所属の後輩である田中湧士と戦う。1セット目を取られこのまま下剋上かと思われたが、日本のエースの意地を見せ、ファイナルの末、田中湧士を下す。決勝では高校時代からのライバルである西本拳太を最強の配球でストレートで下す。2022年度全日本総合男子シングルスの部で桃田賢斗は5度目の優勝を果たした。

#### 2023年
前年末全日本総合男子シングルスを制し、年初の大会1月の、マレーシア・オープン は桃田はインフルエンザで出場を見送る。同じく1月のインドオープンではデンマークのラスムス・ゲムケに1回戦目からストレートで敗北する。また、1月のインドネシア・マスターズでも中国の石宇奇に一回戦目からストレートで敗北する。負けが続いていたが、3月のドイツオープンで一回戦目の石宇奇をストレートで倒すと、2回戦目カナダのブライアン・ヤンもストレートで下し、準々決勝では日本人対決となる西本拳太をファイナルの末倒す。久々の準決勝では中国の李詩灃にストレートで負けてしまう。ドイツオープンで桃田はベスト4入りを果たす。大会のコメントで桃田は「今まではあまり勝てなかったけど、久々に準決勝まで勝ち上がれて楽しかった。」と話していた。同じく３月に行われた、全英オープン では一回戦目からタイのクンラブット・ビチットサーンに競り合いの末ストレートで負けてしまう。5月に行われたマレーシア・マスターズでは一回戦目から中国の翁泓陽に競り合いの末ファイナルで敗北する。6月のシンガポールOPでは桃田は腰の怪我のため出場を棄権した。同じく6月インドネシア・オープンでは一回戦から香港の伍家朗に大差をつけてストレートで敗北する。
ここからしばらくは低迷期間や、休止活動期間が続くが、11月の韓国マスターズでは決勝で同じく日本代表の渡邊航貴を破り、2021年のインドネシアマスターズ以来約2年ぶりの優勝となった。翌週の熊本マスターズは予選からの参加となったが、本戦に勝ち上がり、準々決勝で中国の石宇奇にストレートで負け、ベスト8で終わった。
年末の全日本総合では決勝で渡邊航貴をファイナルまでもつれるが、見事勝利し、田児賢一とならぶ最多タイとなる6回優勝をはたした。

#### 2024年
けがなどもあり、今夏のパリ五輪の出場を逃す。4月18日、同月27日から中国・成都で開催される国別対抗戦トマス杯をもって日本代表を引退すると発表。現役は続行。

## 主な成績

### トマス杯
- 2014 男子団体  優勝
- 2018 男子団体  準優勝
- 2021 男子団体  3位
- 2022 男子団体  3位

### スディルマンカップ
- 2015 混合団体  準優勝
- 2019 混合団体  準優勝
- 2021 混合団体  準優勝

### 世界選手権
| 年   | 開催地     | 対戦相手                 | スコア       | 結果 |
| ---- | ---------- | ------------------------ | ------------ | ---- |
| 2019 | バーゼル   | アンダース・アントンセン | 21-9, 21-3   | 優勝 |
| 2018 | 南京       | 石宇奇                   | 21-11, 21-13 | 優勝 |
| 2015 | ジャカルタ | 諶龍                     | 9–21, 15–21  | 3位  |

### アジア選手権
| 年   | 開催地 | 対戦相手 | スコア             | 結果 |
| ---- | ------ | -------- | ------------------ | ---- |
| 2019 | 武漢市 | 石宇奇   | 12–21, 21–18, 21–8 | 優勝 |
| 2018 | 武漢市 | 諶龍     | 21–17, 21–13       | 優勝 |

### BWFワールドツアー
| 年   | 大会                                 | レベル       | 対戦相手                         | スコア              | 結果   |
| ---- | ------------------------------------ | ------------ | -------------------------------- | ------------------- | ------ |
| 2023 | 韓国マスターズ                       | Super 300    | 渡邉 航貴                        | 21-16,21-15         | 優勝   |
| 2022 | マレーシア・オープン                 | Super750     | ビクター・アクセルセン           | 4-21, 7-21          | 準優勝 |
| 2021 | インドネシア・マスターズ             | Super750     | アンダース・アントンセン         | 21-17, 21–11        | 優勝   |
| 2021 | デンマーク・オープン                 | Super1000    | ビクター・アクセルセン           | 22-20, 18-21, 12-21 | 準優勝 |
| 2020 | マレーシア・マスターズ               | Super500     | ビクター・アクセルセン           | 24-22, 21–11        | 優勝   |
| 2019 | BWFワールドツアーファイナルズ        | ファイナルズ | アンソニー・シニスカ・ギンティン | 17–21, 21–17, 21–14 | 優勝   |
| 2019 | 福州中国オープン                     | Super 750    | 周天成                           | 21–15, 17–21, 21–18 | 優勝   |
| 2019 | デンマークオープン                   | Super 750    | 諶龍                             | 21–14, 21–12        | 優勝   |
| 2019 | 韓国オープン                         | Super 500    | 周天成                           | 21–19, 21–17        | 優勝   |
| 2019 | 中国オープン                         | Super 1000   | アンソニー・シニスカ・ギンティン | 19-21, 21-17,21-19  | 優勝   |
| 2019 | ダイハツ・ヨネックスジャパンオープン | Super 750    | ジョナタン・クリスティー         | 21–16, 21–13        | 優勝   |
| 2019 | シンガポール・オープン               | Super 500    | アンソニー・シニスカ・ギンティン | 10–21, 21–19, 21–13 | 優勝   |
| 2019 | 全英オープン                         | Super 1000   | ビクトル・アクセルセン           | 21–11, 15–21, 21–15 | 優勝   |
| 2019 | ドイツ・オープン                     | Super 300    | 西本拳太                         | 21–10, 21–16        | 優勝   |
| 2019 | インドネシア・マスターズ             | Super 500    | アンダース・アントンセン         | 16–21, 21–14, 16–21 | 準優勝 |
| 2018 | BWFワールドツアーファイナルズ        | ファイナルズ | 石宇奇                           | 12–21, 11–21        | 準優勝 |
| 2018 | Fuzhou China Open                    | Super 750    | 周天成                           | 21–13, 11–21, 21–16 | 優勝   |
| 2018 | デンマーク・オープン                 | Super 750    | 周天成                           | 22–20, 16–21, 21–15 | 優勝   |
| 2018 | 中国オープン                         | Super 1000   | アンソニー・シニスカ・ギンティン | 21–23, 19–21        | 準優勝 |
| 2018 | ダイハツ・ヨネックスジャパンオープン | Super 750    | コシット・フェトラダブ           | 21–14, 21–11        | 優勝   |
| 2018 | インドネシア・オープン               | Super 1000   | ビクトル・アクセルセン           | 21–14, 21–9         | 優勝   |
| 2018 | マレーシア・オープン                 | Super 750    | リー・チョンウェイ               | 17–21, 21–23        | 準優勝 |

### BWFスーパーシリーズ
| 年   | 大会                          | 対戦相手               | スコア              | 結果 |
| ---- | ----------------------------- | ---------------------- | ------------------- | ---- |
| 2016 | インド・オープン              | ビクトル・アクセルセン | 21–15, 21–18        | 優勝 |
| 2015 | BWFスーパーシリーズファイナル | ビクトル・アクセルセン | 21–15, 21–12        | 優勝 |
| 2015 | インドネシアオープン          | Jan Ø. Jørgensen       | 16–21, 21–19, 21–7  | 優勝 |
| 2015 | シンガポールオープン          | 胡贇                   | 21–17, 16–21, 21–15 | 優勝 |

  BWFスーパーシリーズファイナル
  BWFスーパーシリーズプレミア
  BWFスーパーシリーズ

### BWFグランプリ
| 年   | 大会             | 対戦相手              | スコア              | 結果   |
| ---- | ---------------- | --------------------- | ------------------- | ------ |
| 2017 | マカオオープン   | Ihsan Maulana Mustofa | 21–16, 21–10        | 優勝   |
| 2017 | オランダオープン | 五十嵐優              | 21–10, 21–12        | 優勝   |
| 2017 | カナダ・オープン | 常山幹太              | 20–22, 21–14, 14–21 | 準優勝 |

  BWFグランプリゴールド
  BWFグランプリ

### BWFインターナショナルチャレンジ
| 年   | 大会                                     | 対戦          | スコア              | 結果 |
| ---- | ---------------------------------------- | ------------- | ------------------- | ---- |
| 2018 | ベトナムインターナショナル               | Goh Giap Chin | 21–9, 21–15         | 優勝 |
| 2017 | チェコオープン                           | Thomas Rouxel | 21–8, 21–14         | 優勝 |
| 2017 | ベルギーインターナショナル               | Lee Cheuk Yiu | 21–14, 21–18        | 優勝 |
| 2017 | K&Dグラフィックスインターナショナル      | Kevin Cordon  | 21–7, 21–15         | 優勝 |
| 2013 | オーストリアインターナショナル           | 武下利一      | 21–19, 21–12        | 優勝 |
| 2013 | スウェーデンインターナショナルチャレンジ | Eric Pang     | 21–9, 16–21, 21–18  | 優勝 |
| 2013 | エストニアインターナショナル             | Eetu Heino    | 20–22, 21–15, 21–15 | 優勝 |

  BWFインターナショナルチャレンジ
  BWFインターナショナルシリーズ

### 世界ジュニア選手権
| 年   | 開催地 | 対戦相手                 | スコア              | 結果 |
| ---- | ------ | ------------------------ | ------------------- | ---- |
| 2012 | 千葉市 | 薛松                     | 21–17, 19–21, 21–19 | 優勝 |
| 2011 | 桃園県 | ズルファドリ・ズルキフリ | 18–21, 18–21        | 3位  |

- 2012年 混合団体  準優勝

### アジアユースU19選手権
| 年   | 開催地   | 対戦相手                 | スコア       | 結果 |
| ---- | -------- | ------------------------ | ------------ | ---- |
| 2012 | 金泉市   | スン・ジュ・ベン         | 21–13, 22–20 | 優勝 |
| 2011 | ラクナウ | ズルファドリ・ズルキフリ | 18–21, 19–21 | 3位  |

- 2012年 混合団体  優勝

### 国内大会
- 2013年 全日本社会人バドミントン選手権大会 優勝
- 2013年 全日本総合バドミントン選手権大会 3位
- 2014年 全日本総合バドミントン選手権大会 準優勝
- 2015年 全日本総合バドミントン選手権大会 優勝
- 2017年 日本ランキングサーキット大会 優勝
- 2017年 全日本社会人バドミントン選手権大会 優勝
- 2018年 全日本総合バドミントン選手権大会 優勝
- 2019年 全日本総合バドミントン選手権大会 優勝
- 2020年 全日本総合バドミントン選手権大会 優勝
- 2022年 全日本総合バドミントン選手権大会 優勝
- 2023年 全日本総合バドミントン選手権大会 優勝

## 受賞
- 第20回香川スポーツ賞[44]
- 第52回四国新聞スポーツ賞[45]
- 第53回テレビ朝日ビックスポーツ賞[46]
- スポーツニッポンフォーラム FORALLJAPAN2018[47]
- 平成31年香川県知事表彰かがわ21世紀大賞[48]
- 2019年世界バドミントン連盟最優秀選手[49]
- 第54回テレビ朝日ビッグスポーツ賞[50]
- 第69回日本スポーツ賞特別賞[51]
- 2019年度東北運動記者会スポーツ大賞[52]
- 2019年度JOCスポーツ賞特別栄誉賞[53]